# Gnophaela epicharis
Gnophaela epicharis là một loài bướm đêm thuộc phân họ Arctiinae, họ Erebidae.